# Борка Велески
Борка Йованов Велески – Горанов с псевдоним Левата е югославски партизанин и деец на комунистическата съпротива във Вардарска Македония.

## Биография
Роден е през 1912 година в град Прилеп. През 1938 година става един от организаторите на стачки на работници в родния си град. От 1940 година влиза в ЮКП. Влиза в НОВМ в редиците на Велешко-прилепски партизански отряд „Димитър Влахов“ и през май 1942 става командир на чета в рамките на отряда. Умира в местността Сечене в бой с български военни части и полиция. Живота на Велески е описан в македонска песен „Заплакала е гората“. Провъзгласен е за народен герой на Югославия на 20 декември 1951 година.